# Художественное собрание земли Северный Рейн-Вестфалия
Художественное собрание земли Северный Рейн-Вестфалия (нем. Kunstsammlung Nordrhein-Westfalen) включает в себя два художественных музея в Дюссельдорфе:
- «K20» на площади Граббеплац (нем. Grabbeplatz) и
- «K21» в так называемом «Штендехаусе» (нем. Ständehaus — «Дом сословий»).

История Художественного собрания в Дюссельдорфе началась в 1960 г. с покупки 88 работ Пауля Клее, которые и легли в основу коллекции, учреждённой в 1961 г. под именем «Фонд художественного собрания земли Северный Рейн-Вестфалия». Сначала коллекция разместилась во дворце Йегерхоф (нем. Jägerhof). Вскоре после своего открытия Художественное собрание стало испытывать нехватку выставочных площадей, поэтому было принято решение о строительстве нового здания. В 1975 г. был объявлен конкурс, который выиграло датское архитектурное бюро «Dissing+Weitling». Новое здание с выгнутым фасадом из чёрного полированного сиенита на площади Граббеплац напротив дюссельдорфского Кунстхалле открылось 14 марта 1986 г., сразу став одним из символов города.
В 1990 г. благодаря новому директору коллекция обогатилась произведениями скульптуры, инсталляциями и фотографическими работами международного уровня.

## «K20»
После того как к Художественному собранию присоединился музей в Штендехаусе, музей на Граббеплац был переименован в «K20». Сокращение расшифровывается как «нем. Kunst des 20. Jahrhunderts» («Искусство XX века»), которому и посвящена экспозиция музея.

### Коллекция
Основу коллекции составляют произведения классического модерна. Искусство до 1945 г. представляют работы, выполненные в стилях: фовизм, экспрессионизм, «метафизическая живопись» (итал. pittura metafisica) и кубизм, а также творения художников из группы «Синий всадник», дадаистов и сюрреалистов. Пауль Клее был профессором и преподавал в дюссельдорфской Академии художеств до 1933 г., пока из-за прихода национал-социалистов к власти не был вынужден вернуться в родной Берн. В музее хранится почти сотня работ Пауля Клее.
Искусство после 1945 г. представлено прежде всего произведениями американских художников. Помимо Джексона Поллока и Марка Ротко здесь можно ознакомиться с работами Роберта Раушенберга и Энди Уорхола. Европейское искусство в частности представляют Маркус Люперц, Пер Киркеби, Герхард Рихтер и Йозеф Бойс, чью позднюю работу «Палаццо Регале» дополняют около 60 работ художника, предоставленных во временное пользование дюссельдорфским коллекционером Гюнтером Ульбрихтом.
В 1989 г. музей приступил к осуществлению необычного проекта: музей поочерёдно приглашает художников со всего мира для создания нового произведения для самого большого выставочного зала. В проекте принимали участие Дани Караван, Ричард Серра, Ричард Лонг и Даниэль Бюрен.
Помимо постоянной экспозиции в музее проходят сменные художественные выставки международного уровня.

### Библиотека
В K20 работает специальная библиотека, где собрана литература по искусству XX и XXI вв. объёмом в 100 000 томов. В библиотеке также хранятся монографии, справочная литература, выставочные каталоги, журналы, статьи и аудивизуальные средства информации (видео и CD).

## «K21»
Музей в Штендехаусе был торжественно открыт 18 апреля 2002 г. федеральным президентом Йоханнесом Рау и получил название «К21». В музее представлено искусство конца XX — начала XXI вв.
Штендехаус был построен в конце XIX в., многие годы в нём размещался прусский ландтаг. С 1949 по 1988 гг. в этом здании заседал парламент федеральной земли Северный Рейн-Вестфалия. После переезда парламента Штендехаус пустовал в течение 14 лет. В течение трёх лет до открытия музея проводилась масштабная реконструкция здания.

### Коллекция
В «K21» собраны произведения искусства начиная с 1980 г., среди которых значительные произведения Марселя Броодтарса и Нам Юн Пайка. Здесь также представлены фотографические работы Андреаса Гурски, Кандиды Хёфер, Томаса Руффа, Томаса Струта и Джеффа Уолла, а также видеоинсталляции Эйи-Лиизы Атилы и скульптура Томаса Шютте.
В 2004 г. экспозиция пополнилась коллекцией Аккерманов, в которую входят работы художников Катарины Фрич, Роберта Гобера, Пола МакКарти, Райнхарда Мухи, Томаса Руффа, Томаса Шютте, Джеффа Уолла и Франца Веста.
В коллекции также находятся экспонаты работы Кристиана Болтанского, Тони Крэгга, Ричарда Дикона, Томаса Деманда, «Фишли & Вайсс», Георга Херольда, Томаса Хиршхорна, Ильи Кабакова, Ими Кнёбель, Хуана Муньоса, Тони Оурслера, Зигмара Польке, Мартина Киппенбергера, Билла Вайолы и Рейчел Уйатрид.
Особую гордость музея составляет несколько работ в стиле «Арте повера»: Янниса Кунелиса, Марио Мерца, Микеланджело Пистолетто.
Как и в «К20», в «К21» проходят сменные выставки.